# Sadko Crater
Sadko Crater (łac. Krater Sadko) – krater na Charonie, odkryty w 2015 r. przez amerykańską sondę New Horizons i nazwany w 2018 r. przez Międzynarodową Unię Astronomiczną imieniem Sadki, fikcyjnego bohatera ruskich pieśni.